# アフリカ協会 (ロンドン)

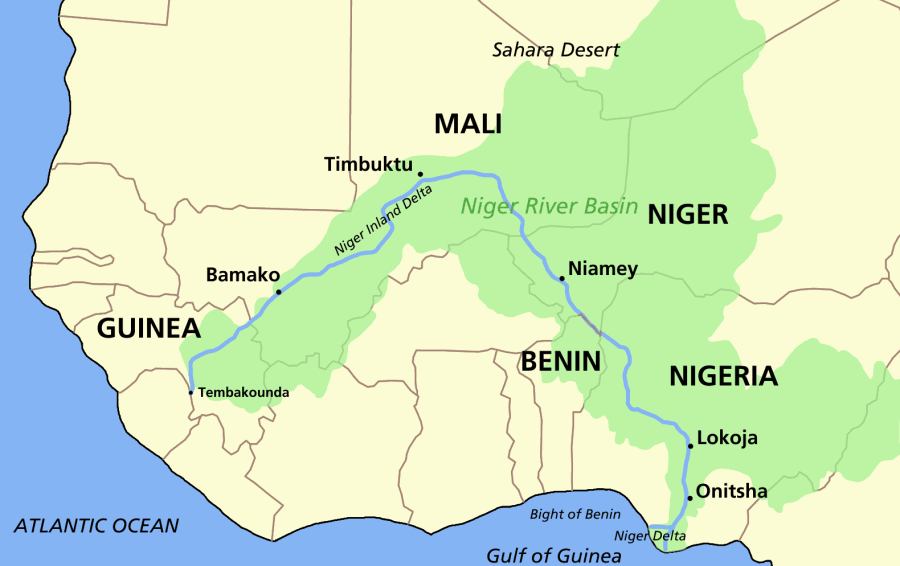
ニジェール川の源流域やトンブクトゥ(Timbuktu)の所在地は、当時のヨーロッパ人にとって未知の地だった。

アフリカ内陸部探検促進協会（アフリカないりくぶたんけんそくしんきょうかい、Association for Promoting the Discovery of the Interior Parts of Africa）、通称アフリカ協会（アフリカきょうかい、African Association）は、1788年6月9日にロンドンで設立された西アフリカの探検を目的とする団体であり、ニジェール川の源流と流路、および「失われた黄金の都市」とされていたトンブクトゥの発見を使命としていた。この団体の設立は、ヨーロッパ人によるアフリカ探検の時代の始まりとされている。

## 背景と動機
13世紀から15世紀にかけて、マリ帝国は、東西は西アフリカ海岸部のガンビア川とセネガル川の間からソコトにかけて、南北はトンブクトゥの北240キロメートルからニジェール川の源流域にかけての広大な地域を支配していた。トンブクトゥからは奴隷と黄金が大量に輸出され、この都市は国外からは「無限の富を有する」とみなされていた。新世界の発見に魅了されたヨーロッパ人にとって、トンブクトゥは魅力的な都市だった。
スコットランドのジェームズ・ブルースは、1769年にエチオピアを探検し、青ナイル川の源流に到達した。ブルースの探検記により、当時のヨーロッパ人の間でさらなるアフリカ探検への熱意が呼び起こされた。
ニジェール川の位置と流路は、18世紀のヨーロッパ人にとってはほとんど未知であり、地図に描かれた流路は推測によるものだった。20世紀の西アフリカの外交官・作家のデビッドソン・ニコルは、次のように書いている。
当時のヨーロッパ人によるアフリカの河川についての全ての理論は、川が東から西へ流れていると誤って仮定していた。この時点で、ヨーロッパ人はアフリカの河川そのものを実際に見ていなかった。実際、多くのヨーロッパ人はその存在自体を疑っていたが、イスラム教徒の間では数百年にわたり存在が知られており、実際に頻繁に往来していた。ニジェール川は長年にわたり、アフリカ内陸部の王国とイラクなどの遠方からの商人との間の主要な交易路であり、ヨーロッパ人に対しても重要な交易機会を提供した。ピーター・ブレントの『ブラック・ナイル』には、次のように書かれている。 
1788年6月9日、西アフリカの探検を目的とするアフリカ協会がロンドンで設立された。この団体は、ロンドンの上流階級に属する十数人によって構成され、王立協会会長ジョゼフ・バンクスがその代表だった。彼らは、世界のあらゆる場所に航海が行われるような時代になっても、アフリカ大陸の地理がほとんどわかっていないのは、啓蒙時代の大きな失敗であると考えていた（これが、「暗黒大陸」というアフリカ大陸の蔑称の元となった）。古代ギリシャ人や古代ローマ人は、18世紀のイギリス人よりもアフリカ大陸の奧地についてよく知っていた。
科学的知識への欲求とイギリスの商機を求め、アフリカ協会の各メンバーは、イギリスからアフリカへの探検隊への資金提供のために毎年5ギニー（5ポンド5シリング）を拠出することを誓約した。

## 派遣した探検家

### ジョン・レッドヤード
アフリカ協会に最初に採用された探検家は、アメリカ人のジョン・レッドヤードだった。レッドヤードは、キャプテン・クックとともに世界を航海をし、トーマス・ジェファーソンと知り合いだった。ロシア・シベリア・北アメリカを横断する航海を試みたが達成できなかったため、バンクスのもとを訪ね、アフリカ協会はレッドヤードがアフリカ探検事業に最適であると判断した。
レッドヤードは1788年6月30日にイギリスを出航し、8月にカイロに到着した。しかし、内陸部への探検の準備中に体調を崩し、「胆汁性の不快感」を和らげようとして致死量の硫酸を服用し、1789年1月にカイロで死亡した。

### サイモン・ルーカス
レッドヤードの探検中、アフリカ協会はサイモン・ルーカスを招き、トリポリを起点とするアフリカ探検を要請した。ルーカスはアラビア語が堪能で、モロッコに住んでいた時にトリポリの大使と知り合いになっていた。ルーカスは1788年10月にトリポリに到着し、リビア砂漠を横断するためのガイドを雇ったが、ルート上で部族紛争がたびたび発生し、その度に引き返すこととなった。ガイドたちはルーカスを見捨て、ルーカスは負傷し、イギリスに戻った。
アフリカ協会の書記のヘンリー・ビュフォイは、ルーカスがアフリカで得た情報を1790年の議事録に書き残している。ニジェール川がほぼ航行不能であることと、ボルヌ帝国とサハラ砂漠の辺縁部についての情報である。メンバーの好奇心は更に刺激され、探検者の募集を再開した。

### ダニエル・ホートン
1790年秋、アフリカ協会は、アイルランドのダニエル・ホートン少佐に対し、西海岸のガンビア川河口から内陸部を進んでニジェール川を目指す探検を依頼した。ホートンは、それまでのヨーロッパ人よりもアフリカ内陸の奧まで進出した。ホートンは、ニジェール川の航行可能な最上流地点に到達し、そこから徒歩で北東へ進んだが、ブンドゥで当局によってその先の進行を妨げられた。ホートンは最終的に、ニジェール川から北へ260キロメートルの、トンブクトゥまで800キロメートルの地点にある北サハラの村シンビンに到達したが、1791年9月、砂漠に迷い込み、強盜に遭遇して殺害された。

### ムンゴ・パーク
1792年5月、アフリカ協会は、自分たちの発見を活用するために、イギリス政府に支援を要請した。アフリカ協会は委員会を設立し、「ホートン少佐の最近の発見を帝国の商業利益に効果的に役立てるために、政府に対して適切と考えるあらゆる措置を取る」権限を与えた。ガンビアにイギリスの公使が駐留することで貿易の絆が強化されるとして、委員会はジェームズ・ウィリスをセネガンビアの領事に任命することを提案した。ウィリスは、バンブクの王にマスケット銃を贈って良好な関係を築き、ニジェール川とガンビア川の間の交易路を開いて、「ニジェール川の河畔に間違いなく存在するはずの内陸部の金鉱地帯」の全てと交易する予定だった。

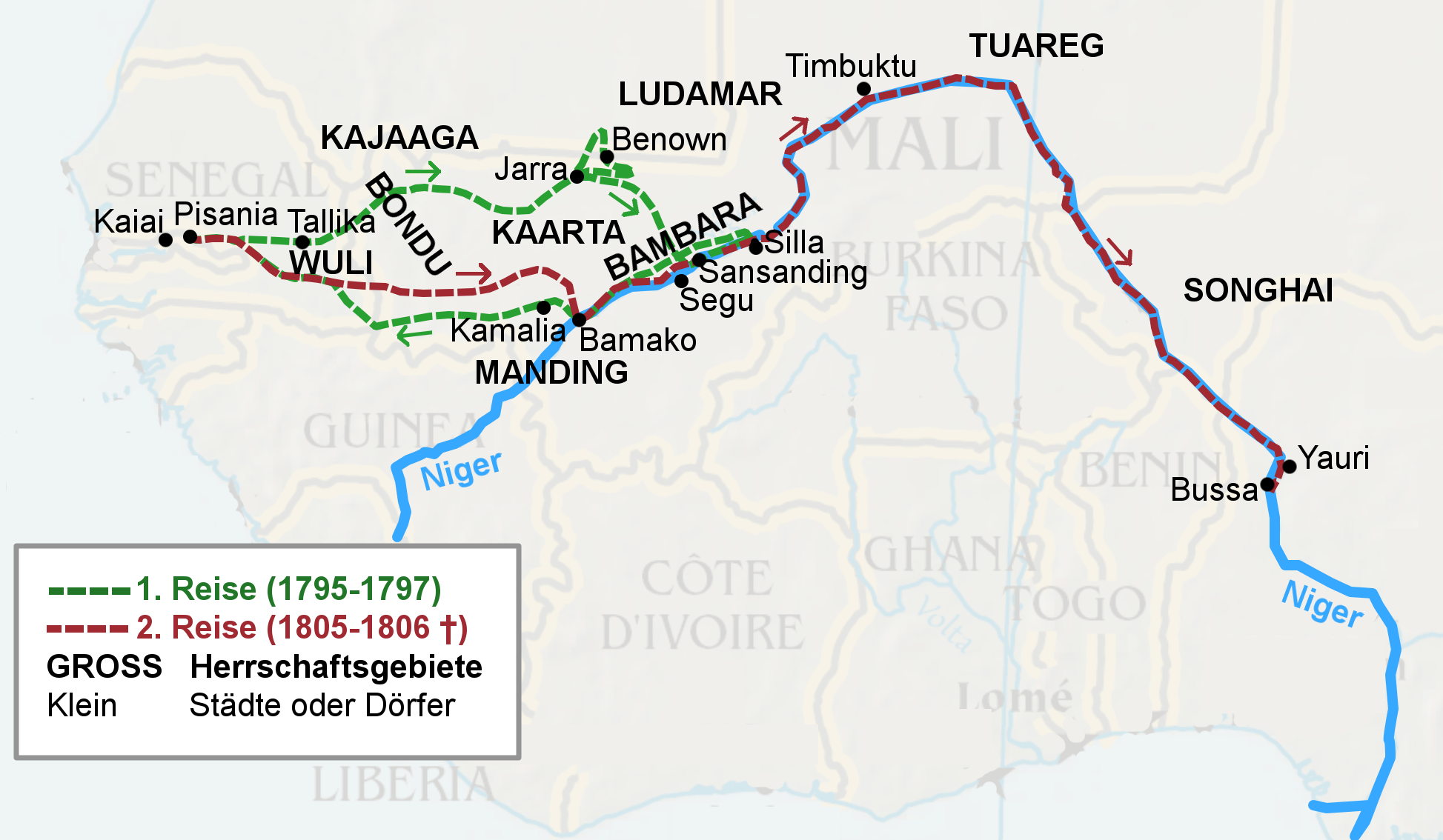
パークの探検の経路

スコットランドの医師ムンゴ・パークは、ウィリスと共にセネガンビアへ向かう予定だったが、ウィリスが物資や手続きの問題で出発が遅れることとなったため、パークのみが貿易船「エンデヴァー」でイギリスを出発し、1795年6月4日にアフリカの海岸に到着した。パークはホートンがとったルートに沿ってガンビア川をさかのぼり、イスラム教徒の領土に入って瀕死の重傷を負いながら友好的なバンバラ族の土地に到着し、バンバラ族の案内でニジェール川に到達した。パークは、ニジェール川を直に見た最初のヨーロッパ人であり、ニジェール川が西向きではなく東向きに流れていることを初めて記録した。パークはニジェール川をたどってトンブクトゥまで行くつもりだったが、激しい暑さと盜賊の襲撃により断念し、イギリスに戻った。帰国したパークは国民的英雄となり、アフリカ協会の会員数が急増した。
パークの探検と発見は、ヨーロッパ人のアフリカに対する知識に大きな影響を与えた。フランク・T・クリザは2006年の著書"The Race for Timbuktu"にて次のように書いている。
パークの2年半におよぶアフリカ探検の記録は、1799年に"Travels into the Interior Districts of Africa"（アフリカ内陸部への旅）という書籍にまとめられ、ヨーロッパ中で熱狂的に読まれた。パークは1805年1月に2度目のアフリカ探検に出発したが、帰国することなく現地で死亡した。
パークはニジェール川に到達し、その川の流れが東向きであることを記録したが、その源流はまだ発見されていなかった。パークは2回目の探検でトンブクトゥに到達していたようだが、その発見をヨーロッパ社会に伝える前に死亡したため、それは「未発見」のままとなった。

### フリードリヒ・ホルネマン
パークの1回目の探検中、バンクスはフリードリヒ・ホルネマンに別のアフリカ探検を要請していた。ホルネマンは1797年の夏に出発し、イスラム教徒に変装してサハラ砂漠を横断し、トンブクトゥを目指す計画を立てていた。ホルネマンは、1800年にカイロを出発し、キャラバンに合流した後で消息を絶った。それから約20年後、他の探検家たちにより、ホルネマンはニジェール川に到達した後に赤痢で死亡したことが判明した。

### ヨハン・ルートヴィヒ・ブルクハルト
ホルネマンの探検失敗にもアフリカ協会は諦めず、1809年にスイスの探検家ヨハン・ルートヴィヒ・ブルクハルトに対し、ホルネマンと同じルートでの探検を要請した。ブルクハルトは協会からの要請でイスラム教徒に変装し、キャラバンに付き隨ってシリアを8年間旅行して、現地の言語や習慣を学んだ。1817年、内陸部に向かうキャラバンとともに出発する予定だったが、その前にカイロで赤痢により死亡した。

### ヘンリー・ニコルズ
北のトリポリ、東のカイロ、西のガンビアからの攻略に失敗したアフリカ協会は、今度は南からの攻略を計画した。内陸への攻略拠点に選んだのは、ギニア湾岸のイギリスの交易拠点だった。皮肉なことに、ニジェール川の源流を求める探検の出発地に選ばれたギニア湾岸の河口は、実際にはニジェール川の河口であった。当時のヨーロッパ人は、東に流れるニジェール川がそこから南流してギニア湾に注ぐことを知らなかった。探検の出発地が実はその目的地だったのである。1804年、ヘンリー・ニコルズがこの探検を始めたが、翌1805年におそらくマラリアで死亡した。
一方、イギリス政府はフランスよりも先にアフリカでの商業的優位を確立するために、政府自らがアフリカ探検を主導することを決定した。バンクスは病気がちとなり、アフリカ協会での影響力が低下していった。アフリカ協会が担っていた使命は民間から国に移管されたが、アフリカ協会は1831年に王立地理学会に吸収合併されるまで、アフリカ探検への関与を続けた。

## 影響
アフリカ協会が派遣した探検隊がトンブクトゥを発見することはできなかった。ヨーロッパ人による初のトンブクトゥ到達は、1826年、イギリス陸軍王立アフリカ軍のアレクサンダー・ゴードン・レイン少佐によるものだった。しかし、アフリカ協会の探検隊による発見は、アフリカとその住民に関するヨーロッパ人の知識の向上に大きく貢献した。ピーター・ブレントは、アフリカ協会設立以前のアフリカに対するヨーロッパ人の一般的な認識について、次のように書いている。
ブレントによれば、対照的に探検家自身はアフリカ人に対してそのような見方はしておらず、アフリカの現実を否定してアフリカ人の完全な人間性を否定するような単純な見方をしていなかった。特に、ムンゴ・パークによる記述は、バランスの取れた視点の形成に貢献した。20世紀の歴史家ジョージ・シェパーソンは、パークの著作は、ロマンチックな冒険記を超えて、アフリカ人が怪物のような生き物ではなく独自の文化と商業を持つ人間であり、建設的な関係の構築が可能な存在であることを示していると指摘している。
ヨーロッパ人の心の中でアフリカ人がこのように「人間化」されたことは、間違いなく奴隷貿易の廃止に有利に働いた。アフリカ協会のメンバーの多くは奴隷制廃止論者であり、イギリスの奴隷廃止運動のリーダーであるウィリアム・ウィルバーフォースと結びつきを持っていた。ブレントは次のように書いている。